# 铃鹿隧道 (新名神高速公路)

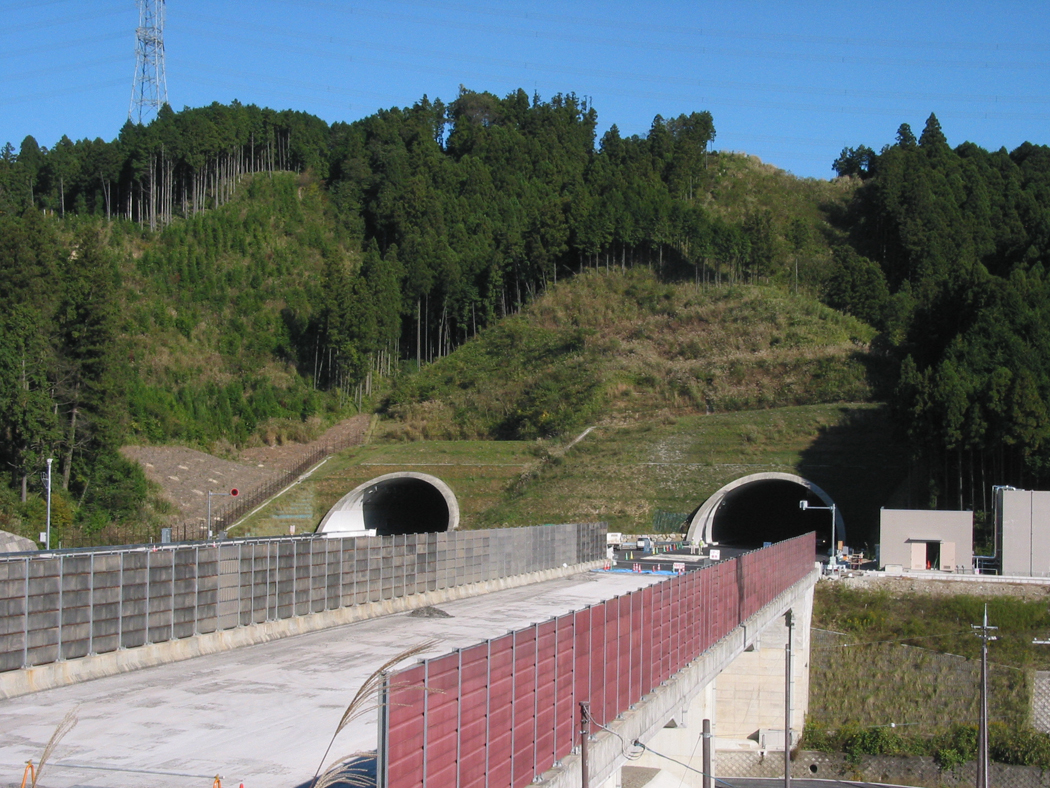
施工中的西侧隧道口

铃鹿隧道（日语：／）是日本的一座高速公路双洞隧道，位于新名神高速公路（E1A）上的龜山西JCT至甲賀土山IC区间，穿越三重县亀山市与滋贺县甲賀市之间的鈴鹿山脈安楽峠，上行线长4005米，2004年洞通，下行线长3959米，2000年洞通。隧道随高速在2008年2月23日建成通车，是新名神高速公路上的第三长隧道，仅次于箕面隧道（4997米）和野登隧道（4137米）。